# Maria Valtorta
Maria Valtorta, född den 14 mars 1897, död den 12 oktober 1961, var en italiensk författare, och anses av många ha varit en kristen mystiker.
Sängliggande vid 38 års ålder, delvis förlamad och med kroniska smärtor efter ett överfall, började hon på långfredagen den 23 april 1943 få uppenbarelser. Hon uppgav att Jesus, och ibland även Jesu moder Maria, talade till henne och kallade henne "Lilla Johannes" och bad henne att skriva det hon såg och hörde, inte sällan om nätterna. Under en åttaårsperiod (1943-1951) levererade hon, utan korrigeringar eller strykningar i efterhand, 13 193 handskrivna sidor i 122 anteckningsböcker. I centrum för denna litterära produktion står det stora verk som är skrivet genom uppenbarelser under åren 1944-1947 och som fullbordas med de sista avsnitten under 1951. I verket berättas det på ett detaljerat sätt om Jungfru Marias och hennes sons Jesu födelse och barndom, de tre åren av Jesu offentliga liv (som utgör huvuddelen av verket med cirka 700 namngivna personer i olika händelser), hans lidande, död, uppståndelse och himmelsfärd, kyrkans begynnelse och Marie himmelsfärd. Hon beskrev sig för sin biktfader, Romualdo Migliorini, som endast ett språkrör som inte ens förstod allt hon skrev. Uppenbarelserna av dessa episoder kom inte alltid i samma kronologi som i de fyra evangelierna i Nya testamentet, och hennes präst ordnade dem och skrev av dem med skrivmaskin. Resultatet blev det 5 000 sidor omfattande och uppmärksammade verket Il Poema dell'Uomo-Dio (Poem of the Man God, år 2012 återutgiven på engelska som The Gospel as Revealed to Me; bokens två första volymer finns sedan år 2022 respektive 2024 utgivna på svenska med titeln Evangeliet som det har uppenbarats för mig).
På det litterära planet skildrar hon livligt landskap, miljöer, människor, byggnader, insidan av bostäder, individer i arbete och händelser. Hon beskriver Jesu underverk och olika situationer med introspektiv skicklighet, samt glädjeämnen och dramer så att läsaren kan få känslan av att hon som författare verkligen deltagit i dem. Hennes verk ger information om egenskaper hos omgivningen, seder, riter, kulturer och dåtida teknologi med ett väl utvecklat sinne för känsla för detaljer. Religiöst illustrerar hon i diskurs och dialog hela läran om kristendomen i linje med katolska ortodoxin.
Författandet av verket följer inte alltid berättelsens handling. På grund av eventuella andliga behov, låter Jesus vissa gånger Maria Valtorta skriva ett avsnitt som inte följer huvudberättelsen. Därefter visar han för henne var det avsnittet ska läggas in.
Trots avbrott i skrivandet och avsaknad av förberedande utkast, har såväl det skriftliga som det andliga i detta monumentala verk en perfekt organisk struktur. Till detta har Maria Valtorta skjutit in sidor som kommer sammanfogas, de första är från 1943, i verk som betraktas som mindre betydande men av samma andliga betydelse vad gäller innehåll och som tar upp teman av exegetisk, profetisk och asketisk natur, men även självbiografiska skrifter tillsammans med andra evangeliebeskrivningar och scener från de första kristna martyrerna.
Man har påpekat att Maria Valtorta hade stora kunskaper om sin religion långt innan Jesus började diktera för henne vad hon skulle skriva. Hon tillhörde Tredje orden av Franciskanrörelsen och var i likhet med sin präst även servit  (tillhörande Ordo Servorum Mariae, OSM), med inriktning på att främja vördnad av Jungfru Maria, Jesu moder, med särskild betoning på hennes lidande. Hennes andliga liv var i hög grad påverkat av Thérèse av Jesusbarnets självbiografi, vilket hon också själv nämner, och 1925, vid 28 års ålder och långt innan hon blev sängliggande, gav hon sig själv till Gud som en anima vittima – en offersjäl. I den romersk-katolska andliga traditionen är en offersjäl en person som valts av Gud att lida mer än de flesta under livet, och som generöst accepterar lidandet som ett slags förtydligande av exemplet med Kristi eget lidande. Det finns religionsforskare som påpekat att det kan finnas uppenbarelser som är menade att vara privata och inget mer, eftersom de inte innehåller något budskap till mänskligheten som helhet.